# Sudislav nad Orlicí
Sudislav nad Orlicí település Csehországban, az Ústí nad Orlicí-i járásban. Sudislav nad Orlicí Orlické Podhůří, Jehnědí, Hrádek, Oucmanice, Ústí nad Orlicí és Brandýs nad Orlicí településekkel határos. Lakosainak száma 146 fő (2024. január 1.).

## Népesség
A település lakosságának változását az alábbi diagram mutatja:
| Lakosok száma | 330  | 352  | 309  | 193  | 120  | 121  | 133  | 132  | 131  | 146  |
|               | 1869 | 1900 | 1921 | 1961 | 1980 | 2011 | 2016 | 2019 | 2021 | 2024 |